# Kill Fuck Die
K.F.D., или Kill.Fuck.Die. (с англ. — «Убить. Трахнуть. Умереть.») — седьмой студийный альбом американской хэви-метал группы W.A.S.P., выпущенный Castle Records в 1997 году.

## Об альбоме
Он отличается от предыдущих альбомов за счет индастриального и более агрессивного звука. Гитарист Крис Холмс вернулся в группу для этого альбома. По словам вокалиста Блэки Лолесса, Холмс и он, оба в один период времени расстались с не самыми лучшими партнерами, что отразилось на альбоме. По словам Лолесса запись также была вдохновлена фильмом «Апокалипсис сегодня».
Часто упоминается, что этот альбом также является концептуальным (как The Crimson Idol), относится ко многим вопросам взаимоотношений и боли, а также имеет шероховатую историю треков, которые представляются вместе, однако это никогда не было подтверждено Лолессом или остальными участниками группы.

## Список композиций
Все песни написаны Блэки Лолессом и Крис Холмсом.
1. «Kill.Fuck.Die.» — 4:20
2. «Take the Addiction» — 3:41
3. «My Tortured Eyes» — 4:03
4. «Killahead» — 4:07
5. «Kill Your Pretty Face» — 5:49
6. «Fetus» — 1:23
7. «Little Death» — 4:12
8. «U» — 5:10
9. «Wicked Love» — 4:36
10. «The Horror» — 8:26

Блэки о концепции альбома -
"Я артист, да, многие называют себя артистами, но при этом ни черта не понимают, что говорят. Я смотрю на вещи, прежде всего, с позиции артиста, и с момента начала моей творческой деятельности, возникло две темы, которые очень заинтересовали меня. Две важнейшие темы, на которые я сочинял всю свою карьеру, а именно: «Кто Я?», и «Куда я иду?». Отсюда песня «Я хочу быть кем-то» и даже одноименная с новым альбомом песня, «Убей, в..би и сдохни», в ней я поднимаю тему жизненного пути, точно также как в «I Wanna Be Somebody» за 12-ть лет до этого. Это одна часть, а вторая, вероятно, привлекала меня в большей степени, больше, чем все остальное, а именно двойственность человека. Противоборство двух сторон, которые живут во всех нас, и такая песня, как «U» («Ты») для меня одно из лучших представлений об артисте. Когда я сочинял, все началось с достаточно абстрактного гитарного хода, а потом вылилось в эту жутковатую мелодию, когда я обращаюсь к своему слушателю и начинаю рассказ. Рассказываю вам почти прозаично, что плохого в моих отношениях, и я веду рассказ спокойно, и вдруг вспышка гнева: «Ты – Гадский Гад!». Но это всего лишь проявление чувств, мы все это переживали, либо в своих прошлых, либо в настоящих отношениях. Но это живое и вместе с тем простое заявление. Но это взрыв, а музыка либо контрастирует, либо дополняет этот взрыв. И слушатель проходит путь от первой части куплета к этому эмоциональному извержению, а я такое люблю, потому что такие вещи представляют для меня двойственность нашей с вами натуры.